# Cordes-sur-Ciel
Cordes-sur-Ciel är en kommun i departementet Tarn i regionen Occitanien i södra Frankrike. Kommunen ligger i kantonen Cordes-sur-Ciel som tillhör arrondissementet Albi. År 2022 hade Cordes-sur-Ciel 847 invånare.

## Befolkningsutveckling
Antalet invånare i kommunen Cordes-sur-Ciel
| Referens: INSEE |